# 王立宇宙軍
《王立宇宙軍～歐尼亞米斯之翼～》（日語：王立宇宙軍～オネアミスの翼～），為1987年上映的日本動畫電影。
發行公司東宝東和在上映前的暫定標題為《莉可妮之翼》（リイクニの翼），上映時則改為《歐尼亞米斯之翼～王立宇宙軍～》，目前的官方正式片名則為《王立宇宙軍》。
曾發行小說版(1986-1987），內容大致與電影相同，但有不少片中並未出現的情節描寫。作者為飯野文彦。

## 概要
故事以類似1950年代地球的「另一個地球」上，名為「歐尼亞米斯王國」（正式國名為「歐尼・亞馬諾・基凱因·米納丹王國聯邦」）的國家為舞台。
本片是日本著名模型廠商BANDAI以進軍映像事業的先驅而企劃的作品，負責製作的GAINAX正是為了拍攝本片，而於1984年設立的。
導演為當時年僅24歲的山賀博之。後來以《新世紀福音戰士》成名的貞本義行與庵野秀明均有參與，並起用坂本龍一為音樂總監（也是坂本唯一參與動畫電影配樂的作品）。但坂本所參與的部份僅有數首主要旋律的作曲（包括片中所使用的「王立宇宙軍軍歌」作曲）與基本設定的指導，並交由配樂團隊其他成員上野耕路、野見祐二與窪田晴男自行發揮，實質上的音樂總監則為上野耕路。雖然本片上映當時的票房不佳，但發行錄影帶與LD後卻創下了長銷佳績，1997年則以「SOUND RENEWEL版」方式再度重映。本片的概念歌曲為統乃演唱的（CBS/Sony發行，作詞：森生紗都子、作曲：長戶大幸），但是此曲因為與作品內容偏離甚多，而與安田成美的《風之谷的娜烏西卡》一樣並未在片中使用。
這部以異世界為舞台，描繪人類首次宇宙飛行計畫的作品，與美國電影《太空先鋒》（The Right Stuff）都是透過青年的成長故事中，同時描繪「人類的進歩」這個主題，至今評價依然極高。另外主要製作群，都是幾乎沒有製作商業作品經驗的20幾歲年輕人，他們還曾到美國太空總署（NASA）進行取景，本片也曾於好萊塢舉辦首映。
企劃當初的標題為《王立宇宙軍》，起因是本作於企劃構想時，工作人員在咖啡廳討論時聽到隔壁客人點了皇家奶茶，使山賀頓時想到了「Royal Space Force」（ロイヤル・スペースフォース）這個名詞，將之翻譯成日文變成了「王立宇宙軍」（以中文來解釋則成為「皇家宇宙軍」）這個企劃標題。「王立〜軍」這個名詞，則是沿襲自英國皇家空軍（Royal Air Force）、英國皇家海軍（Royal Navy）等軍種的日文稱謂。
但在1986年製作發表時，暫定片名則成了《王立宇宙軍 莉可妮之翼》。但後來擔心會造成誤導觀眾以為劇情偏重於莉可妮，而改為「歐尼亞米斯之翼」，並在贊助商的意見下把主標與副標位置對調（此標題畫面於正片開始之前加入，但本片片頭中的片名仍然僅為《王立宇宙軍》）。但這種做法也引發了製作群的反感，因此自後來發行的LD版「MEMORIAL BOX」之後的各種版本影音軟體中，均去除掉「歐尼亞米斯之翼」的片名畫面，之後本片在發行DVD、BD等各類影像軟體時，也仍然僅以「王立宇宙軍」為主標題。
上映當時由於片長關係被剪掉的畫面（約1分鐘），在LD版「MEMORIAL BOX」裡，特別重新找回此段登場角色的聲優（森本玲夫、曾我部和恭）追加配音並加入片中。後來1997年的「SOUND RENEWEL版」DVD中，此段畫面則以特典映像處理，正片內容則改回上映版。
2022年10月28日，本片於日本重新上映4K數位修復版本，宣傳廣告並請回森本玲夫重新錄製旁白。2023年5月3日，4K修復版登上台灣院線，也是本片在台灣的首度正式商業公映。

## 故事
成員不到10人，一向遭到「老是失敗」「無所事事的部隊」等揶揄，被藐視為吊車尾軍隊的歐尼亞米斯王國宇宙軍軍官希洛茲古·拉達特，由於與一名在街頭傳教的少女莉可妮·儂蒂萊柯相遇後，而使他拋開以往的自甘墮落生活，開始積極參與以「宇宙戰艦」為名目的人類首次載人人造衛星發射計畫，並以飛上太空為目標。
希洛茲古在自問了經過嚴格訓練與花費大量稅金的宇宙開發究竟意義何在，以及開發人員之死、敵國「共和國」派遣的刺客，加上與莉可妮之間擦身而過的感情等種種事故，他在跨越這些難關之後，精神上也有所成長。

## 主要登場人物與配音
- 希洛茲古：森本玲夫[1]
- 莉可妮：彌生觀月
- 瑪娜：村田彩
- 馬提：曾我部和恭
- 卡洛克：平野正人
- 德姆洛特：鈴置洋孝
- 達利根：伊澤弘
- 查利強米：戶谷公次
- 尼卡勞特：安原義人
- 亞納藍：島田敏
- 馬加霍：安西正弘
- 古農博士：大塚周夫
- 教官：飯塚昭三
- 凱登将軍：內田稔

男主角希洛茲古·拉達特一角，由演員森本玲夫擔任配音，配音陣容也起用了許多著名聲優。當時的現役主播德光和夫與在日本發展的外籍藝人歐蘇曼·尤拉·桑孔（Osuman Youla Sankhon，幾內亞籍）、安頓·威奇（Anton Wicky，斯里蘭卡籍）等人，也在片中擔任電視主播與喜劇演員等角色的配音。

## 製作人員
- 監製：山科誠
- 企画：岡田斗司夫、渡辺繁
- 導演・原案・編劇：山賀博之
- 劇本協力：大野木寛
- 助理導演：赤井孝美、樋口真嗣、増尾昭一
- 人物設定・作画監督：貞本義行
- 作畫監督：庵野秀明、飯田史雄（SUEZEN）、森山雄治
- 特效作畫：庵野秀明
- 美術監督：小倉宏昌
- 攝影監督：諫川弘
- 片頭、片尾插畫：大西信之
- 片名題字：山本麻佐子（字幕未列名）
- 原畫：摩砂雪、前田真宏、近藤勝也、窪岡俊之、高坂希太郎、江川達也、結城信輝、板野一郎、岡村豐 etc.
- 設定顧問：野田昌宏、江藤巌
- 音響監督：田代敦巳
- 配樂總監：坂本龍一
- 配樂：坂本龍一、上野耕路、野見祐二、窪田晴男
- 動畫製作：GAINAX
- 製作：BANDAI

## 評價
《王立宇宙軍》普遍獲得正面評價。但在商業上卻未能獲得成功，包含到好萊塢首映宣傳等總製作經費為八億日圓，實際動畫製作費則約三億六千萬日圓，票房收入則為3億4700萬日圓。本片為了回本花費了15年的時間，GAINAX也為了彌補拍攝本片所造成的赤字，而製作了OVA《勇往直前！》。
因為出自年輕一輩之手之故，宮崎駿對本片有某種程度的正面評價。但他對於片中火箭發射時，凱登將軍輕易就放棄發射的橋段頗有微詞，因而在1987年3月的《電影旬報》（旬報）雜誌中，與山賀博之導演之間有近乎爭論形式的對談。
Livedoor前社長堀江貴文也是本片影迷，在雜誌的訪談中還曾表達「拍第2集吧」的言論。另外在1992年左右，山賀導演自己也曾構想了本片續篇的企劃，但卻因諸多原因而宣告凍結。但在2013年3月的東京國際動漫節上的企劃宣布重新啟動，但後來則無更進一步的消息，而GAINAX也在2024年宣告破產。
《王立宇宙軍》被收錄在曾主持Podcast節目「吉卜力圖書館」（Ghibliotheque）、撰寫《吉卜力電影完全指南》的廣播人兼作家麥可．里德（英語：Michael Leader）和製片兼作家傑克．康寧漢（英語：Jake Cunningham）著作的《日本經典動畫指南》（英語：The Ghibliotheque Anime Movie Guide: The Essential Guide to Japanese Animated Cinema），做為介紹日本動畫歷史80年期間30名位導演與30部經典動畫的案例。

## 外部連結
- GAINAX NET -